# Mangold von Brandis
Mangold von Brandis (1356 erstmals erwähnt; † 19. November 1385 in Kaiserstuhl) war von 1383 bis 1385 Abt des Klosters Reichenau und von 1384 bis 1385 Bischof von Konstanz der avignonesischen Obödienz.

## Leben und Wirken
Mangold entstammt dem Schweizer Adelsgeschlecht der Freiherren von Brandis. Seine Eltern waren Freiherr Thüring II. von Brandis und Katharina von Weissenburg. Mangolds Geburtsdatum ist unbekannt, erstmals erwähnt wurde er 1356 als Cellerar des Klosters Reichenau. Im Jahre 1366 wurde er Propst und von 1383 bis zu seinem Tode 1385 Abt von Reichenau. Nach dem Tode seines Onkels, des Konstanzer Bischofs Heinrich III. von Brandis, wählte ihn am 27. Januar 1384 das Konstanzer Domkapitel zum Bischof gegen den vom römischen Papst Urban VI. providierten Nikolaus von Riesenburg. 
Mangold versuchte zunächst neutral zu bleiben und ersuchte Erzbischof Adolf von Mainz um Bestätigung. Da Urban VI. an seinem Kandidaten Nikolaus von Riesenburg festhielt, entschied sich Mangold für die avignonesische Seite und wurde von Clemens VII. als Bischof bestätigt. Damit begann das Schisma in der Diözese Konstanz. Auf der Seite Mangolds stand Herzog Leopold III. von Österreich, während Nikolaus von der Stadt Konstanz und dem Schwäbischen Städtebund unterstützt wurde. Auch wenn Mangold anfangs mehr Unterstützung als Nikolaus hatte, verlor er nach und nach seine Anhänger. Nach den Domherren, die ihn gewählt hatten, fielen auch die Städte Meersburg und Klingnau von ihm ab, auch König Wenzel wechselte auf die Seite Roms. So wurde Mangold zuletzt nur noch in den zu Österreich gehörenden Gebieten seiner Diözese anerkannt. 
Während der Vorbereitungen auf einen Feldzug starb er am 19. November 1385 in Kaiserstuhl. Mangold wurde im Münster des Klosters Reichenau bestattet.